# Айыысыт
Айыысы́т (якут. Айыыhыт), или Айысы́т, — общее название богинь-покровительниц, дарителей детей и приплода домашних животных у якутов. В схожем смысле часто используется и имя Иэйиэхсит. Айысыт входят в число верховных божеств айыы. Кроме того, Айысыт называют и отдельную верховную богиню в якутской мифологии. Она покровительствует деторождению и беременным женщинам. Айысыт — одна из богинь, в честь которых устраивался праздник кумыса.

## Богиня Айыысыт
Айысыт живёт на восточном небе и спускается оттуда, окружённая ореолом света, в виде богато одетой пожилой женщины или кобылицы. Она появляется при родах, помогает благополучно разрешиться от бремени, благословляет родившееся дитя и покидает дом роженицы на третий день после родов. Айысыт человека находится в стороне восхода летнего солнца.
Существует ещё айыысыт рогатого скота — Исэгэй айысыт, айыысыт размножения лошадей — Джёсёгей тойон и Киенг Киели-Балы тойон, собак и лисиц — Норулуйа. Нэлбэй айысыт является покровительницей рождения детей. Айыысыт конного скота находится в стороне восхода зимнего солнца, а айыысыт рогатого скота — под землёй.